# Hibiscus fragrans
Hibiscus fragrans là một loài thực vật có hoa trong họ Cẩm quỳ. Loài này được Roxburgh mô tả khoa học đầu tiên năm 1832.